# 酒井親愛
酒井 親愛（さかい ちかよし）は、上野前橋藩の第7代藩主。雅楽頭系酒井家12代。

## 生涯
元禄7年（1694年）9月3日、第6代藩主・酒井忠相の長男として生まれる。宝永5年（1708年）2月9日、父の死去により家督を継ぎ、12月18日に従五位下・雅楽頭に叙位・任官する。しかし若年のため、藩政は隠居していた祖父の忠挙が執政した。
隠居の忠挙は宝永7年（1710年）、前橋から近畿地方の先進地への国替を幕府に対し工作したが失敗している。利根川の猛威により領内は荒れ、前橋城すらも侵食されつつあり、財政面での立て直しは不可能であり、もはや国替により危機を脱するしか方途がないというのがこの後、藩首脳の暗黙の了解となってゆく。 
正徳2年（1712年）6月12日、初めて国元に帰る許可を得る。正徳4年（1714年）3月から4月にかけて熱海に湯治に行っている。祖父・忠挙によれば、親愛は病身で短気だったという。享保5年（1720年）4月13日、家督を養子の親本に譲って隠居する。享保18年（1733年）3月1日に死去した。享年40。親愛の死によって酒井重忠以来の男系の血筋は断絶した。